# Samuel Garcia
Samuel Garcia (2 de outubro de 1975) é um treinador de futebol e ex-futebolista taitiano que atuava como meio-campista. Atualmente comanda o AS Vénus e a Seleção Taitiana.

## Carreira
Em sua carreira de jogador, Garcia defendeu apenas o AS Vénus, entre 1997 e 2010.
Pela Seleção Taitiana, atuou em 19 jogos entre 1997 e 2007, marcando 2 gols. Participou de 4 edições da Copa das Nações da OFC, obtendo a terceira posição em 2002
Sua primeira experiência como técnico foi no Boca Juniors School Jakarta, em 2013 (havia sido auxiliar-técnico no Aceh United), passando também por Pro Duta, AS Pirae e Vénus, onde acumula desde 2021 com seu trabalho na Seleção do Taiti, comandada por ele desde 2019

## Títulos

### Como jogador
AS Vénus
- Campeonato Taitiano: 1997, 1998, 1999, 2000, 2002
- Copa do Taiti: 1998, 1999
- Copa dos Campeões do Taiti: 1999
- Copa dos Territórios Franceses do Pacífico: 1997, 1998, 1999, 2000, 2002
- Copa dos Campeões de Ultramar: 1999

### Como treinador
AS Vénus
- Campeonato Taitiano: 2018–19
- Copa do Taiti: 2019, 2021, 2022